# Río Igara Paraná
El Igara Paraná es un río colombiano situado en el departamento del Amazonas, pertenece a la cuenca del río Amazonas y es tributario al río Putumayo.
En su recorrido se encuentran las áreas no municipalizadas de La Chorrera, El Encanto y Puerto Arica. 